# Oxyrhopus petolarius
Oxyrhopus petolarius es una especie de serpiente de la familia Colubridae, subfamilia Dipsadinae.

## Descripción
La especie alcanza un tamaño de hasta 112 cm de longitud total y tiene sus colmillos en la parte trasera y su saliva es extremadamente tóxica para los lagartos del género Anolis. Se alimentan de lagartos, ranas, pequeños roedores, pájaros y probablemente de otras serpientes.

## Distribución y hábitat
Se encuentra en el norte de Sudamérica y en Trinidad y Tobago. Se distribuyen por México, Guatemala, El Salvador, Trinidad y Tobago, Honduras, Belice, Nicaragua, Costa Rica, Panamá, Guayana Francesa, Colombia, Venezuela, Ecuador, Brasil, Bolivia, Perú y Argentina.